# Lyonothamnus

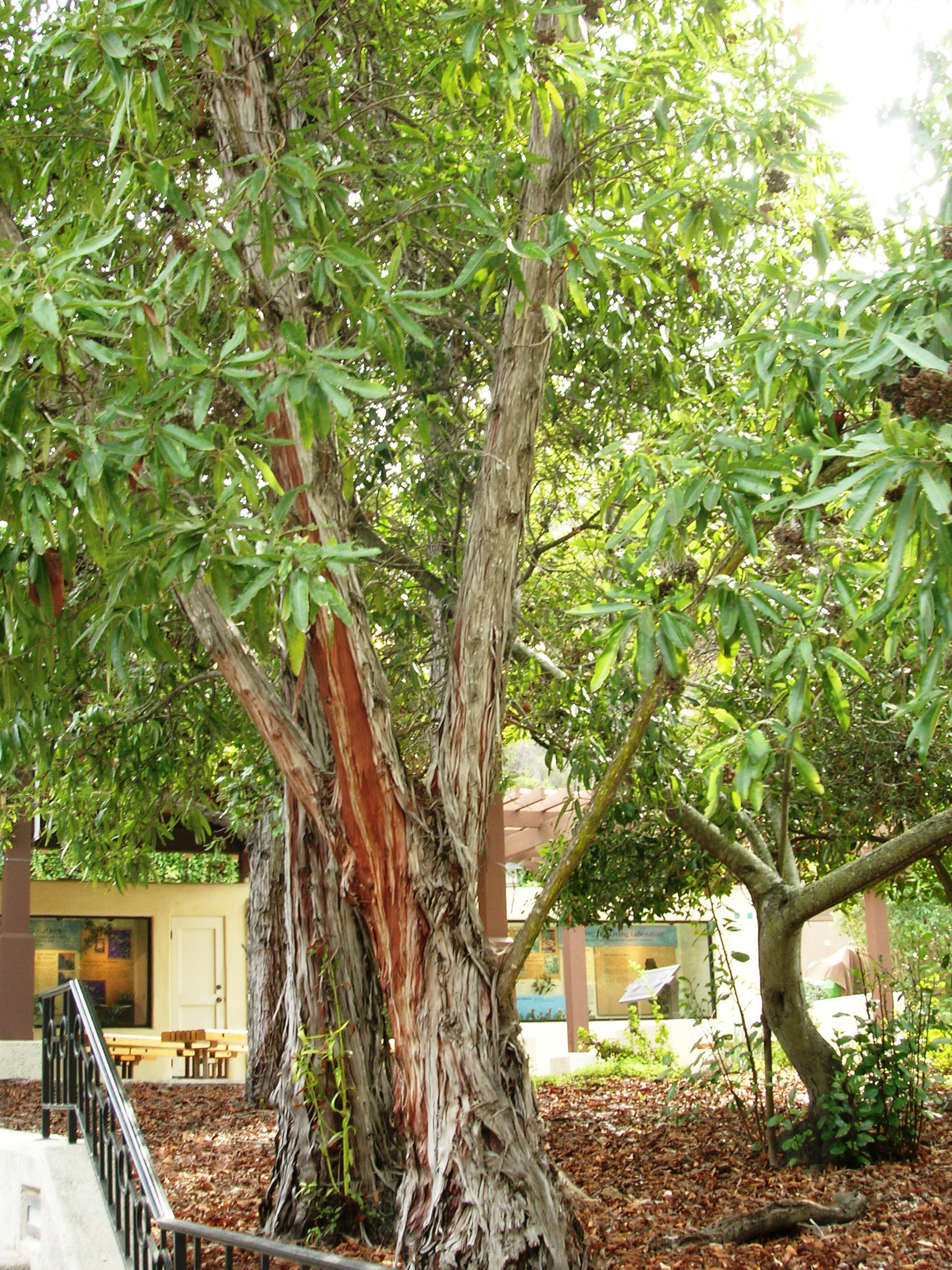
Lyonothamnus floribundus floribundus

Lyonothamnus és un gènere d'arbres monotípic dins a família rosàcia, la seva única espècie és Lyonothamnus floribundus, és conegut en anglès amb el nom comú de Catalina ironwood, i les subespècies L. f. ssp. aspleniifolius i L. f. ssp. floribundus.
Lyonothamnus és un endemisme de les Channel Islands of California, on creix en el chaparral i arbredes de roures dels canons rocosos costaners (rocky coastal canyons).
És un arbre que fa fins a 15 m d'alt i és de fulles persistents. Les dues subespècies tenen la forma de les fulles diferents. El fruit és un fol·licle dur.

## Sistemàtica

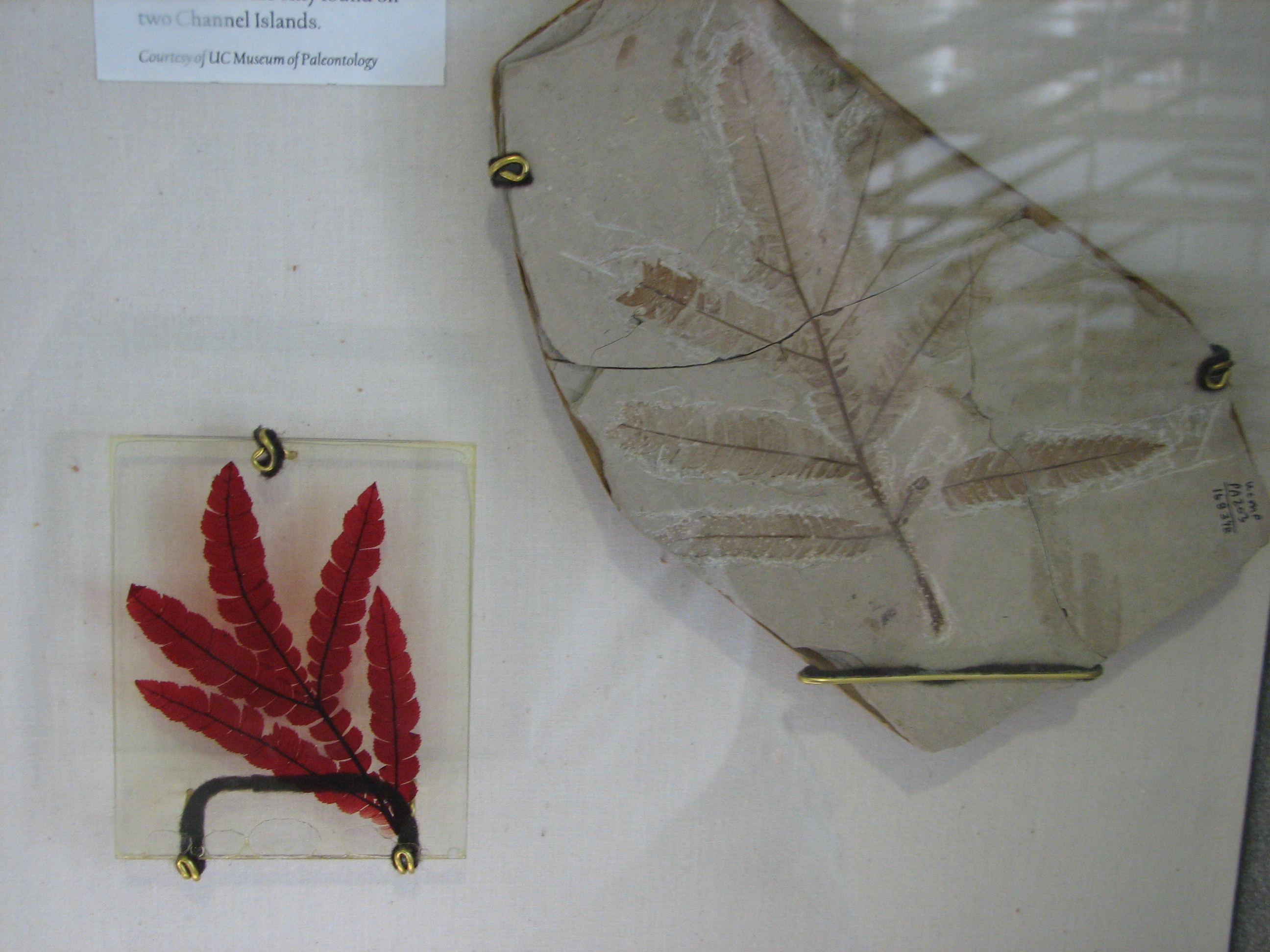
Fulla fòssil de Lyonothamnus.

Lyonothamnus actualment és un gènere de distribució restringida i endèmica. Pelfòssils trobats se suposa que tenia diverses espècies.

## Cultiu
L'arbre Lyonothamnus ssp. aspleniifolius es cultiva en jardineria a Califòrnia i és tolerant a la secada.